# Гинджова
Гинджова (рум. Gângiova) — село у повіті Долж в Румунії. Входить до складу комуни Гинджова.
Село розташоване на відстані 188 км на захід від Бухареста, 47 км на південь від Крайови.

## Населення
За даними перепису населення 2002 року у селі проживали 1686 осіб.
Національний склад населення села:
| Національність | Кількість осіб | Відсоток |
| -------------- | -------------- | -------- |
| румуни         | 1494           | 88,6%    |
| цигани         | 191            | 11,3%    |

Рідною мовою назвали:
| Мова      | Кількість осіб | Відсоток |
| --------- | -------------- | -------- |
| румунська | 1540           | 91,3%    |
| циганська | 145            | 8,6%     |